# Sanktuaria archidiecezji warmińskiej
Sanktuaria archidiecezji warmińskiej – sanktuaria znajdujące się na obszarze archidiecezji warmińskiej.
Na Warmii znajdują się obecnie 24 sanktuaria, stanowiące miejsca kultu i modlitewne miejsca tworzenia wspólnot. Ze względu na napływowy charakter mieszkańców północno-wschodniej Polski pełnią ważną rolę integracji społeczno-kulturowej (a nie tylko religijnej). Corocznie odwiedzane są przez tysiące pielgrzymów z Warmii, różnych regionów Polski oraz z zagranicy. Do najbardziej znanych należą sanktuaria w Gietrzwałdzie i Świętej Lipce.

## Sanktuaria ku czci Chrystusa
- Bartąg – Sanktuarium Bożej Opatrzności
- Bisztynek – Sanktuarium Najdroższej Krwi Pana Jezusa
- Braniewo – Sanktuarium Świętego Krzyża
- Chwalęcin – Sanktuarium Męki Pańskiej
- Głotowo – Sanktuarium Najświętszego Sakramentu (Chrystusa Eucharystycznego)
- Klebark Wielki – Sanktuarium Krzyża Świętego
- Międzylesie – Sanktuarium Męki Pańskiej
- Olsztyn-Nagórki – Sanktuarium Miłosierdzia Bożego
- Olsztyn-Zatorze – Sanktuarium Miłosierdzia Bożego

## Sanktuaria ku czci Maryi
- Biskupiec Reszelski – Sanktuarium Matki Boskiej Fatimskiej
- Braniewo – Sanktuarium Matki Boskiej Fatimskiej
- Gietrzwałd – Sanktuarium Narodzenia Najświętszej Maryi Panny, Matki Bożej Gietrzwałdzkiej
- Kętrzyn – Sanktuarium Matki Bożej Ostrobramskiej
- Korsze – Sanktuarium Matki Bożej Fatimskiej
- Krosno – Sanktuarium Nawiedzenia Najświętszej Maryi Panny i Świętego Józefa
- Lubajny – Sanktuarium Matki Boskiej Fatimskiej
- Lwowiec – Sanktuarium Matki Boskiej Szkaplerznej
- Olsztyn-Jaroty – Sanktuarium Matki Boskiej Fatimskiej
- Olsztyn-Śródmieście – Sanktuarium Najświętszej Maryi Panny Matki Miłosierdzia
- Rozogi – Sanktuarium Matki Boskiej Fatimskiej
- Stoczek Klasztorny – Sanktuarium Matki Boskiej Królowej Pokoju
- Święta Lipka – Sanktuarium Nawiedzenia Najświętszej Maryi Panny, Matki Jedności Chrześcijan

## Sanktuaria ku czci świętych
- Bartoszyce – Sanktuarium Świętego Brunona
- Tłokowo – Sanktuarium Świętego Rocha